# Iodosphaeria ripogoni
Iodosphaeria ripogoni är en svampart som beskrevs av Samuels, E. Müll. & Petrini 1987. Iodosphaeria ripogoni ingår i släktet Iodosphaeria och familjen Iodosphaeriaceae.   Inga underarter finns listade i Catalogue of Life.